# 堀越康介
堀越 康介（ほりこし こうすけ、1995年6月2日 - ）は、ジャパンラグビーリーグワンの東京サントリーサンゴリアスに所属するラグビー選手でチームの共同主将。

## プロフィール
- 群馬県出身[1]。
- ポジションはプロップ(PR)、フッカー(HO)。
- 身長 175 cm、体重 105 kg
- オールスターゲームの対抗戦選抜に選ばれたことがある[2]。
- 日本代表キャップは7。（2022年11月20日現在）
- U20日本代表[3] やジュニア・ジャパン[4] に選ばれたことがある。
- 3人兄弟の末っ子である[5]。
- ニックネームはホーリー。

## 略歴
小学3年生からラグビーを始めた。
2014年、桐蔭学園高校卒業後、帝京大学に入学する。なお、桐蔭学園高校時代には高校日本代表に選ばれたことがある。
2017年、帝京大学ラグビー部の主将に就任し、同年5月13日に行われたアジアラグビーチャンピオンシップ2017香港戦にて途中出場で日本代表初キャップを獲得した。
2018年、帝京大学卒業後、サントリーサンゴリアスに加入。同年9月1日に行われたジャパンラグビートップリーグ第1節のトヨタ自動車ヴェルブリッツ戦にて先発出場で公式戦初出場を果たす。
2021年、日本代表としてヨーロッパ遠征中に垣永真之介、堀越康介、小瀧尚弘、中村亮土の4名がバーバリアンズに選ばれ、イングランドのトゥイッケナム・スタジアムでサモア代表と11月27日に対戦する予定だったが、新型コロナウイルス対策のため中止になった。
2022年、東京サントリーサンゴリアスの共同主将に就任。